# Pseudoboodon abyssinicus
Pseudoboodon abyssinicus — вид змій родини Lamprophiidae. Ендемік Ефіопії.

## Поширення і екологія
Pseudoboodon abyssinicus відомі з кількох місцевостей, розташованих на Ефіопському нагір'ї. Вони живуть в широколистяних лісах та на високогірних луках. Зустрічаються на висоті від 1500 до 2300 м над рівнем моря. Ведуть нічний спосіб життя, живляться дрібними ссавцями.